# 비선형 계획법
수학에서 비선형 계획법(非線型計劃法, non-linear programming)은 목적 함수의 제약조건 중 일부가 비선형인 최적화 문제를 해결하는 프로세스이다. 최적화 문제는 미상의 실수형 변수 집합에서 손실 함수의 극값의 계산의 하나이며 총괄하여 제약 조건으로 불리는 등식과 부등식의 체계의 만족에 조건적이다. 선형이 아닌 문제를 다루는 수학적 최적화의 하위 분야이다.

## 예시

### 2차원 예시

파란 부분은 가용 영역(Feasible region)이다. 가용 영역의 접선은 해법을 제시한다.

단순한 문제(그림 참고)는 다음의 제약 조건에 의해 정의될 수 있으며
x1 ≥ 0
x2 ≥ 0
x12 + x22 ≥ 1
x12 + x22 ≤ 2
극대화되는 목적 함수는 다음과 같으며
f(x) = x1 + x2
여기서 x = (x1, x2)이다.

### 3차원 예시

가운데의 제한된 공간의 최상위 표면의 접선은 해법을 제시한다.

또다른 단순한 문제(그림 참고)는 다음의 제약 조건에 의해 정의될 수 있으며
x12 − x22 + x32 ≤ 2
x12 + x22 + x32 ≤ 10
극대화되는 목적 함수는 다음과 같으며
f(x) = x1x2 + x2x3
여기서 x = (x1, x2, x3)이다.

## 같이 보기
- 선형 계획법